# 篠原寿雄
篠原 壽雄（しのはら ひさお / じゅゆう、大正12年（1923年）11月29日 - 平成15年（2003年）4月15日）は、日本の仏教学者・曹洞宗僧侶。駒澤大学名誉教授。群馬県伊勢崎市生まれ。

## 略歴
大正12年（1923年）、群馬県伊勢崎市に生まれる。
昭和22年（1947年）に駒澤大学文学部東洋学科を卒業後、昭和29年（1954年）に東方文化研究所助手に就任。翌昭和30年（1955年）に駒澤大学文学部講師となり、昭和41年（1966年）に助教授、昭和46年（1971年）に教授に昇任。昭和50年（1975年）から日本大学文理学部非常勤講師、昭和56年（1981年）には台湾大学・淡江大学で併任教授を務める。平成6年（1994年）に定年退職し、名誉教授となる。
平成15年（2003年）4月15日にリンパ腫のため死去。

## 著作リスト
- 『葛藤語箋』（無著道忠著、駒沢大学禅宗辞典編纂所、1959年）
- 『典座教訓 - 禅心の生活』（大蔵出版、1969年）
- 『人天宝鑑』（明徳出版社、1977年）
- 『義雲　日本の禅語録 第4巻』（講談社、1978年）
- 『永平大清規 - 道元の修道規範』（大東出版社、1980年）
- 『正法眼蔵随聞記』（大東出版社、1987年）
- 『学道用心集 - 道元学習と修行のこころえ』（大東出版社、1990年→2010年）
- 『永平広録 - 道元禅師の語録』1-3（大東出版社、1993年）
- 『台湾における一貫道の思想と儀礼』（平河出版社、1993年）

### 共著
- 『生きている禅』（鈴木大拙監修、佐藤達玄との共著、木耳社、1963年→『図説 禅のすべて』2008年）

### 論文
- CiNii>篠原壽雄
- INBUDS>篠原壽雄